# Халкокондилис, Александрос
Александрос Халкокондилис — греческий легкоатлет.
На Олимпийских играх 1896 года выступал в беге на 100 метров и в прыжках в длину. В предварительном забеге на дистанции 100 метров занял 2-е место с результатом 12,75 секунды и вышел в финал. В финальном забеге занял последнее 5-е место с результатом 12 секунд + 4 метра отставания от победителя.
В прыжках в длину занял 4-е место, прыгнув на 5,74 метра.